# Arhitectura medievală

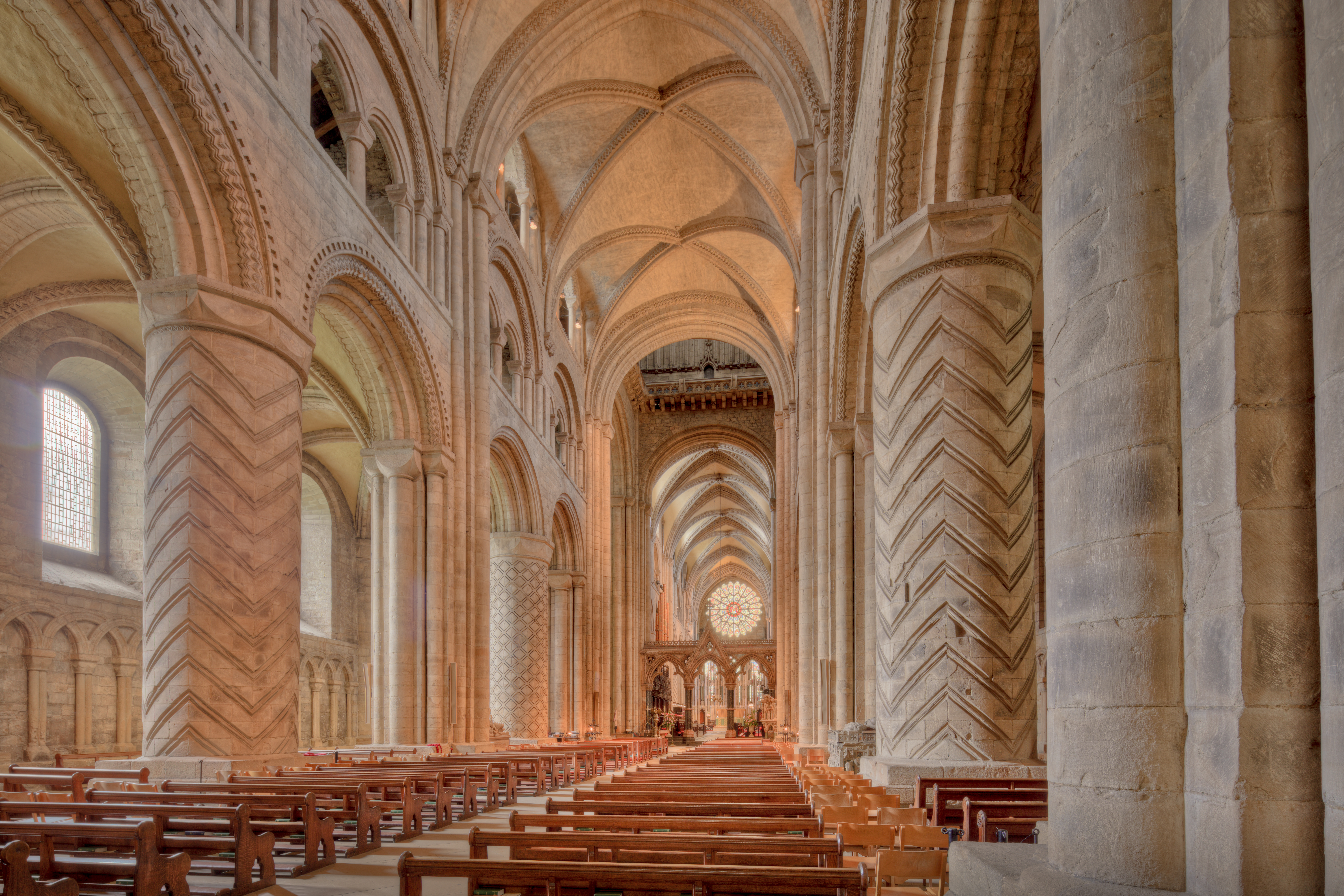
Navă romanică din secolul al XII-lea a Catedralei din Durham, cu boltă în nervuri.

Arhitectura medievală a fost arta și știința proiectării și construirii clădirilor în Evul Mediu. Principalele stiluri ale perioadei au inclus preromanicul, romanicul și goticul . În secolul al XV-lea, arhitecții au început să favorizeze din nou formele clasice, în stilul renascentist, marcând sfârșitul perioadei medievale. Multe exemple de arhitectură religioasă, civică și militară din Evul Mediu au supraviețuit în toată Europa.

## Stiluri

### Arhitectura preromanică
Perioada preromanică a durat de la începutul Evului Mediu (în jurul anului 500 d.Hr.) până la apariția stilului romanic (din secolul al X-lea). Exemple de arhitectură din această perioadă provin din Franța, Germania, Croația și Anglia.

### Arhitectura romanică

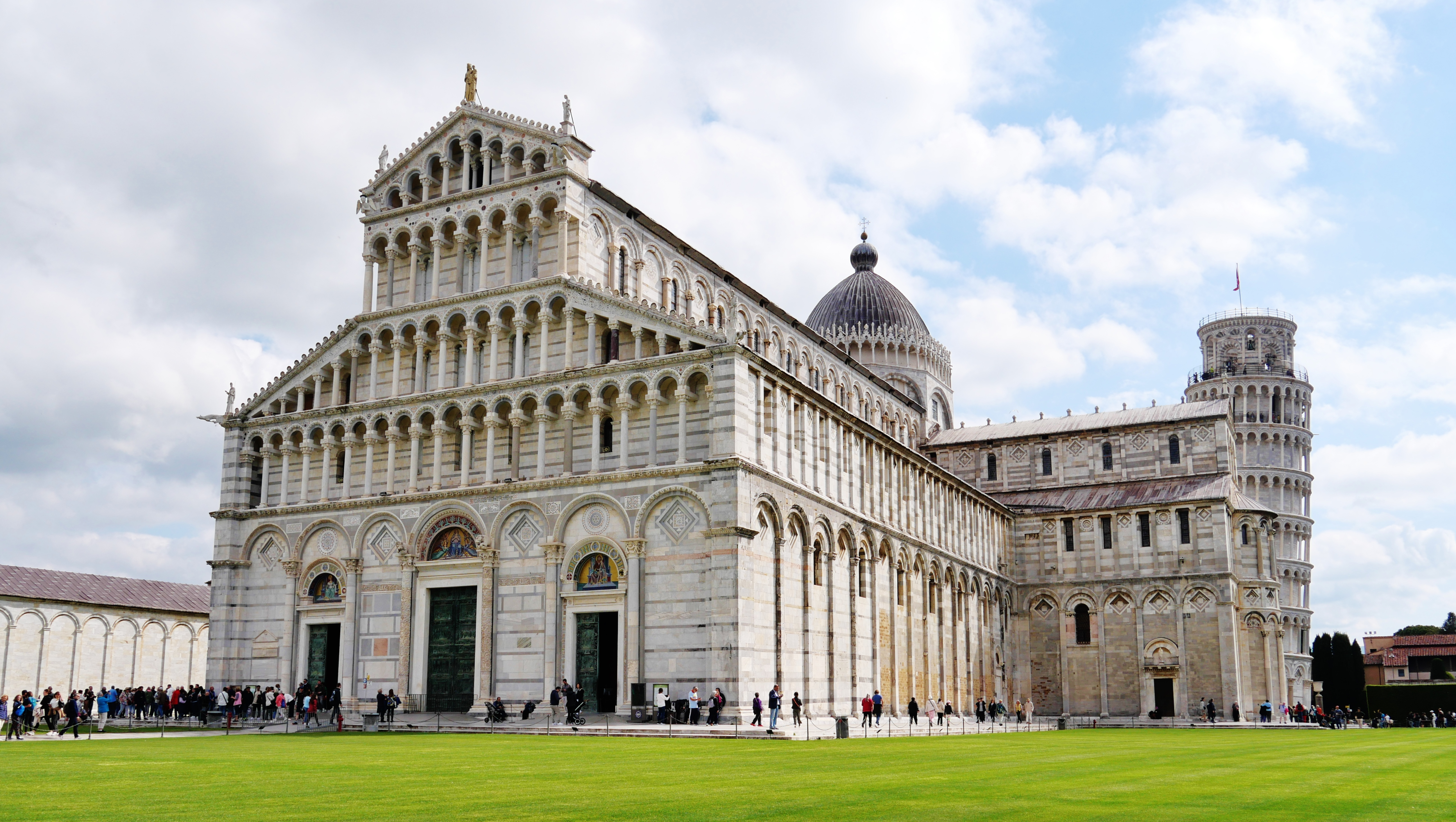
Catedrala din Pisa și Turnul Înclinat în stil romanic

Stilul romanic a fost predominant în Europa în secolele al XI-lea și al XII-lea. Se caracterizează prin arcade rotunde, bolți în butoi sau în crustă și ziduri groase. Primii și cei mai mari patroni ai arhitecturii romanice au provenit din Biserică, în special din tradițiile monahale, cum ar fi Abația Cluny.
Termenul „romanic” (care înseamnă literalmente „în maniera romanilor”) a fost folosit pentru prima dată pentru a descrie stilul în 1819. Deși stilul s-a inspirat din arhitectura romană antică, a fost în cele din urmă un stil original și a avut o gamă mai largă de influențe decât sugerează numele.
Exemple de arhitectură romanică au supraviețuit în toată Europa, inclusiv în Anglia, Franța, Germania, Italia, Spania, Scandinavia și Europa de Est.

### Arhitectura gotică

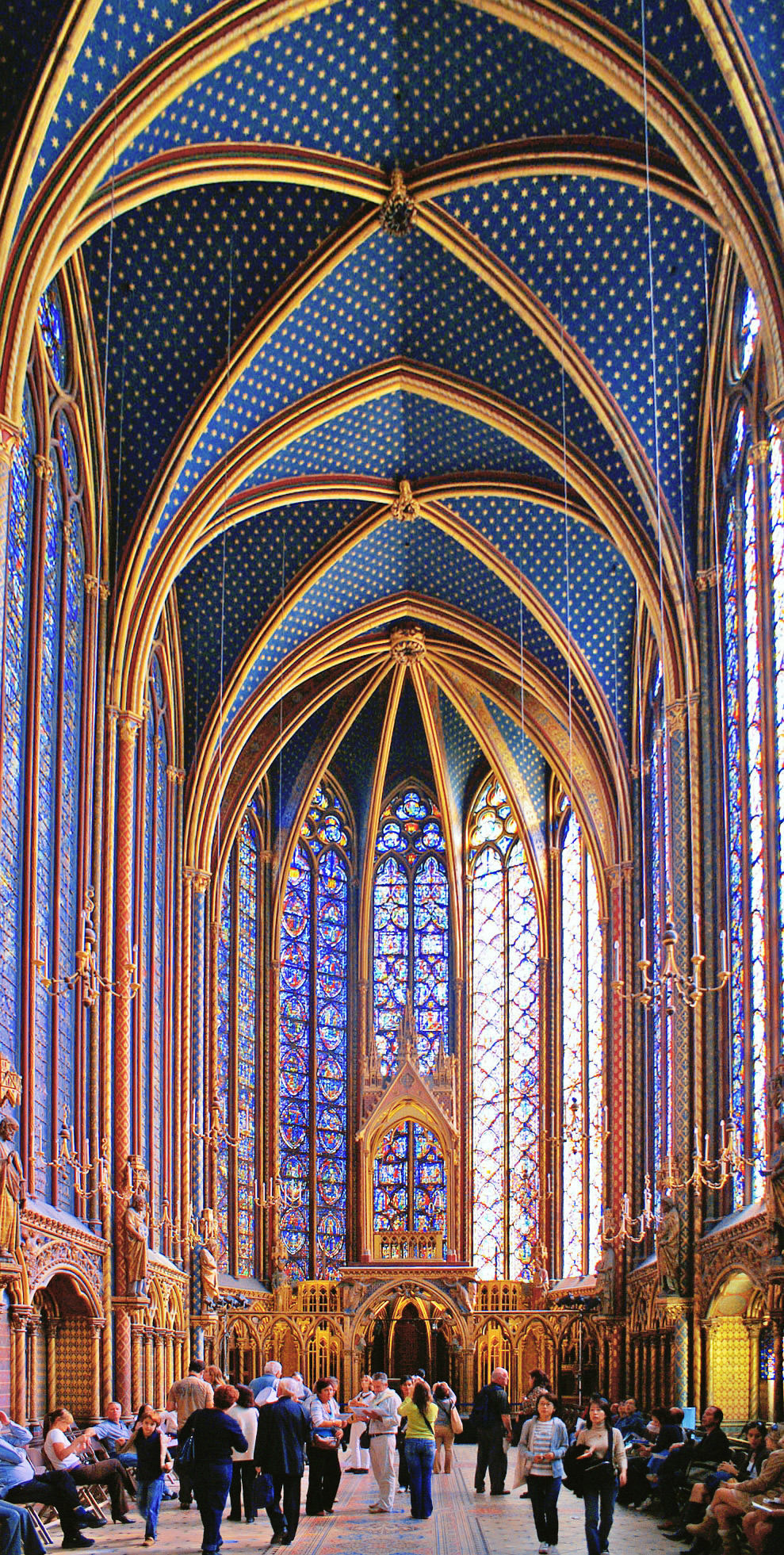
Sainte-Chapelle, Paris, construită în stil gotic între 1238 și 1248

Stilul gotic a fost predominat în Europa între sfârșitul secolului al XII-lea și sfârșitul Evului Mediu în secolul al XV-lea. Caracteristicile principale ale arhitecturii gotice sunt arcurile ogivale, boltă cu nervuri, contraforturile exterioare, traceria elaborată și vitraliile. Catedrala din Saint-Denis din Franța, finalizată în 1144, este considerată prima clădire complet gotică, combinând toate aceste elemente.
Termenul „gotic” (care înseamnă literalmente „în manierea goților”) a fost folosit pentru prima dată în secolul al XVI-lea de Giorgio Vasari. Totuși, goții, un popor germanic antic, nu au avut nicio influență asupra stilului gotic. Stilul gotic a evoluat de fapt din arhitectura romanică din Franța. Arhitectura care combină elemente ale stilurilor romanic și gotic este uneori denumită romano-gotică.
Perioada gotică poate fi împărțită în trei etape principale:
- Goticul Timpuriu (secolul al XII-lea) când scopul era crearea unor spații mai înalte și mai luminoase decât cele romanice.
- Goticul Clasic (secolul al XIII-lea).  În Franța, a dominat stilul Rayonnant, caracterizat prin rozete mari, ferestre înalte și o abundență de vitralii care inundau interiorul cu lumină. În Anglia, stilul echivalent a fost cel Decorated, care punea accent pe ornamente elaborate și traforuri complexe.
- Goticul Târziu (secolul al XIV-lea). În Franța (și Spania), stilul Flamboyant s-a remarcat prin elemente decorative ce aminteau de flăcări, cum ar fi traforurile ondulate și pinaclurile ascuțite. În Anglia, stilul Perpendicular a apărut, definit de liniile verticale dominante în traforurile ferestrelor și pe pereți, creând o senzație de înălțime și continuitate.

Deși arhitectura gotică a început să fie înlocuită de arhitectura renascentistă începând cu secolul al XV-lea, marcând sfârșitul Evului Mediu, influența sa a persistat. În secolul al XIX-lea, au existat mișcări de Renaștere Gotică și Renaștere Romanică.

## Funcții

### Arhitectură religioasă

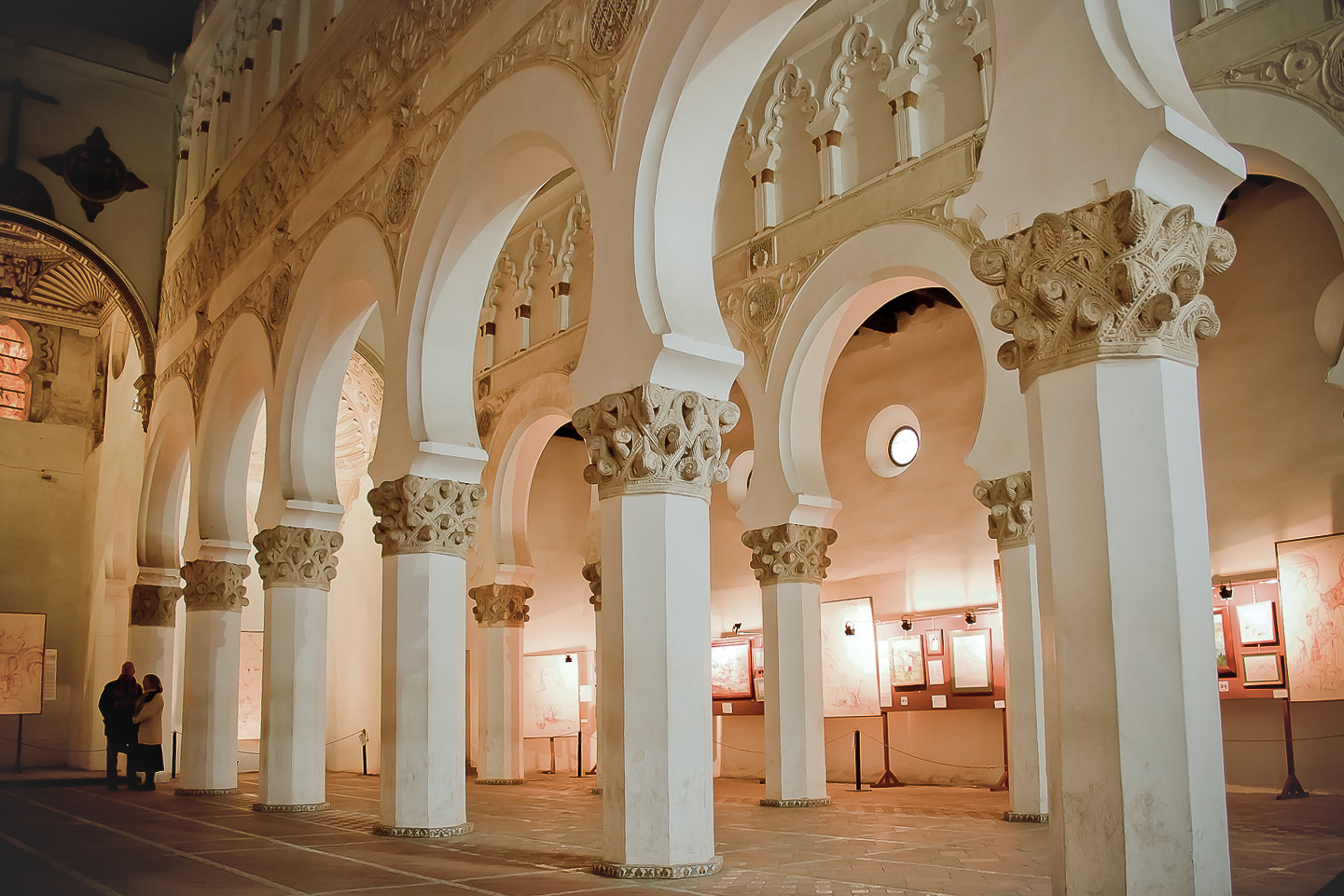
Sinagoga Santa María la Blanca, Toledo, construită c. 1200 și ulterior transformată într-o biserică catolică

Multe clădiri medievale care au supraviețuit au servit inițial scopurilor religioase. Arhitectura clădirilor depindea de religia pe care o slujea, de regiunea în care se aflau și de stilurile din acea vreme. De exemplu, moscheile aveau adesea cupole, în timp ce bisericile aveau de obicei turnuri cu clopotniță. Deși au supraviețuit unele exemple de sinagogi și moschei medievale, în special în Spania, bisericile și mănăstirile creștine sunt cele mai comune supraviețuiri în întreaga Europă. Bisericile care au supraviețuit sunt construite în întregime din piatră.
În Occident, arhitectura ecleziastică comună, cuprinde bazilica romană ca un model primar cu evoluții ulterioare. Acesta constă dintr-un naos, transepte, iar altarul se situează la capătul din est. De asemenea, catedrale au fost influențate de stilul bizantin de domuri și stilul crucii grecești, cu altarul situat în sanctuarul pe partea de est a bisericii.

### Arhitectura militară

O diagramă a unui castel cu fortificații din lemn și pământ.

Exemplele care au supraviețuit de arhitectură seculară medievală au servit în principal pentru apărare, precum forturi, castele, case turn și ziduri fortificate. Fortificațiile au fost construite în Evul Mediu pentru a etala puterea stăpânilor pământului și pentru a asigura oamenii de rând în protejarea proprietății și a mijloacelor de trai. La începutul Evului Mediu, fortificațiile erau construite din lemn și pământ ce constau din palisade care înconjurau o curte deschisă sau o movilă artificială. Aceste fortificații acționau ca un obstacol pasiv, dar avea și vulnerabilități la incendii.
Arhitectura militară a început să fie creată cu piatră în secolul al XI-lea, fiind folosită și pentru a indica bogăția și puterea zonei protejate cu aceasta. Piatra era mult mai durabilă și ignifugă. De asemenea, au început să adopte utilizarea planurilor de plan cilindrice. Formă cilindrică avea multe avantaje, reducea punctele oarbe și era mai rezistentă.
Fortificațiile medievale prezentau numeroase elemente defensive diferite, inclusiv galerii din lemn, ambrazuri (sau ferestre în cruce) și șanțuri de apărare. Atât galeriile din lemn, cât și ambrazurile erau benefice pentru arcași. Ferestrele au căpătat o formă de cruce nu doar în scopuri decorative; ele ofereau o poziție perfectă pentru un arbaletier. Șanțurile de apărare erau folosite ca mecanism defensiv pentru a ține atacatorii la distanță de fort. Deși majoritatea erau menținute uscate, șanțurile erau mult mai eficiente atunci când erau umplute cu apă.

### Arhitectura civică

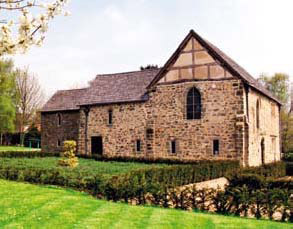
Conacul Donington din Leicestershire, astăzi transformat în muzeu

Deși o mare parte din arhitectura medievală care a supraviețuit este fie religioasă, fie militară, exemple de arhitectură civică și chiar domestică pot fi găsite în toată Europa. Printre exemple se numără conacuri, primării, aziluri și poduri, dar și case rezidențiale care erau deținute de elită sau sunt de către guvern. Peisajul civic al Europei era alcătuit din coroană, biserică, bresle, primari și elită. 

## Galerie

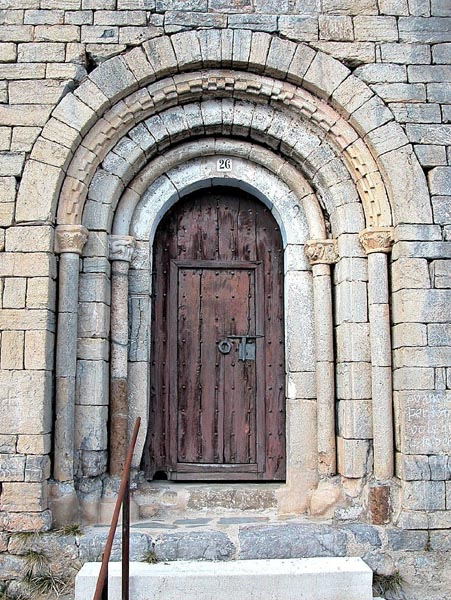
Biserica de Santa Maria, Catalonia, Spania
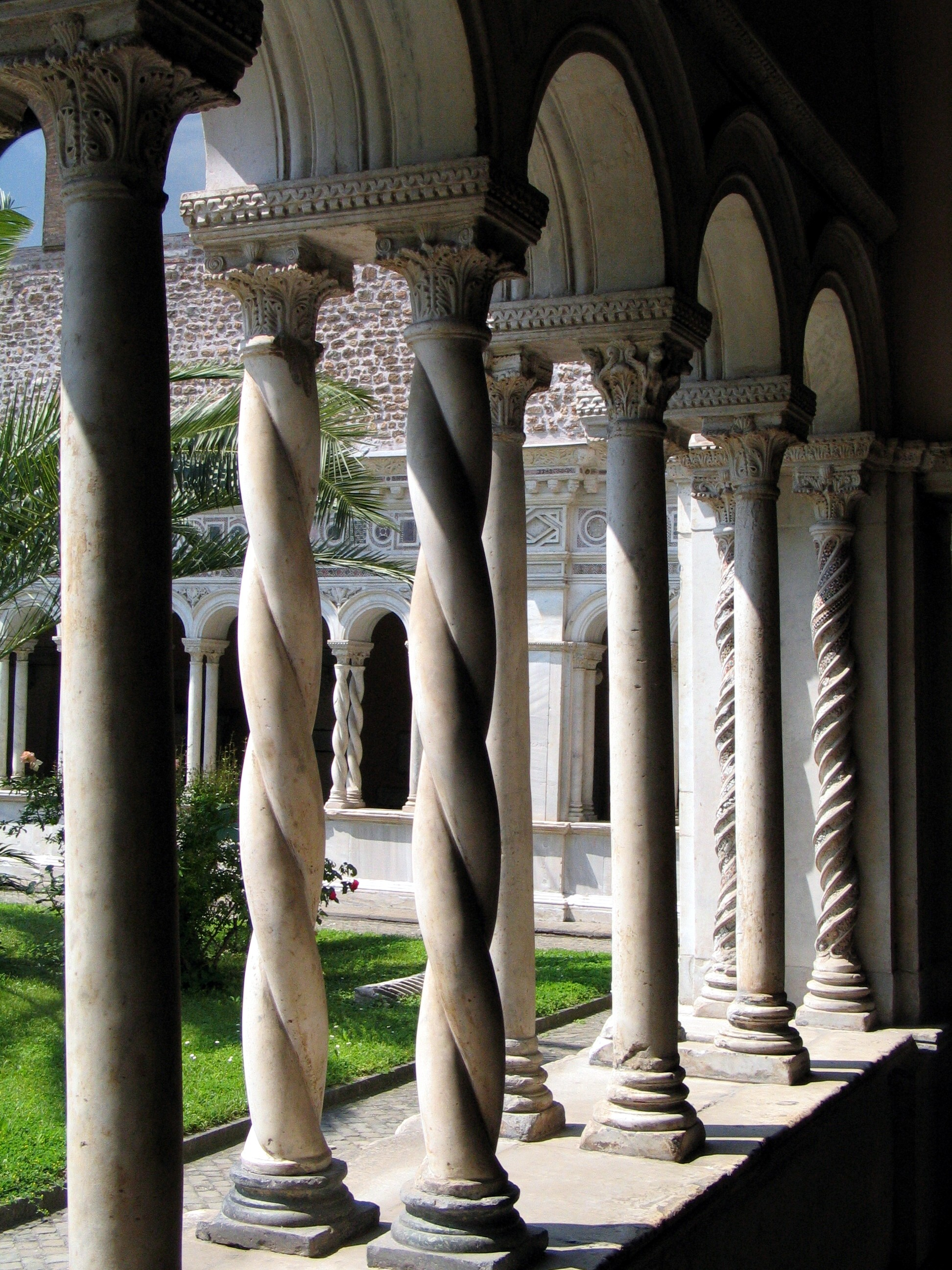
Basilica di San Giovanni in Laterano , Roma
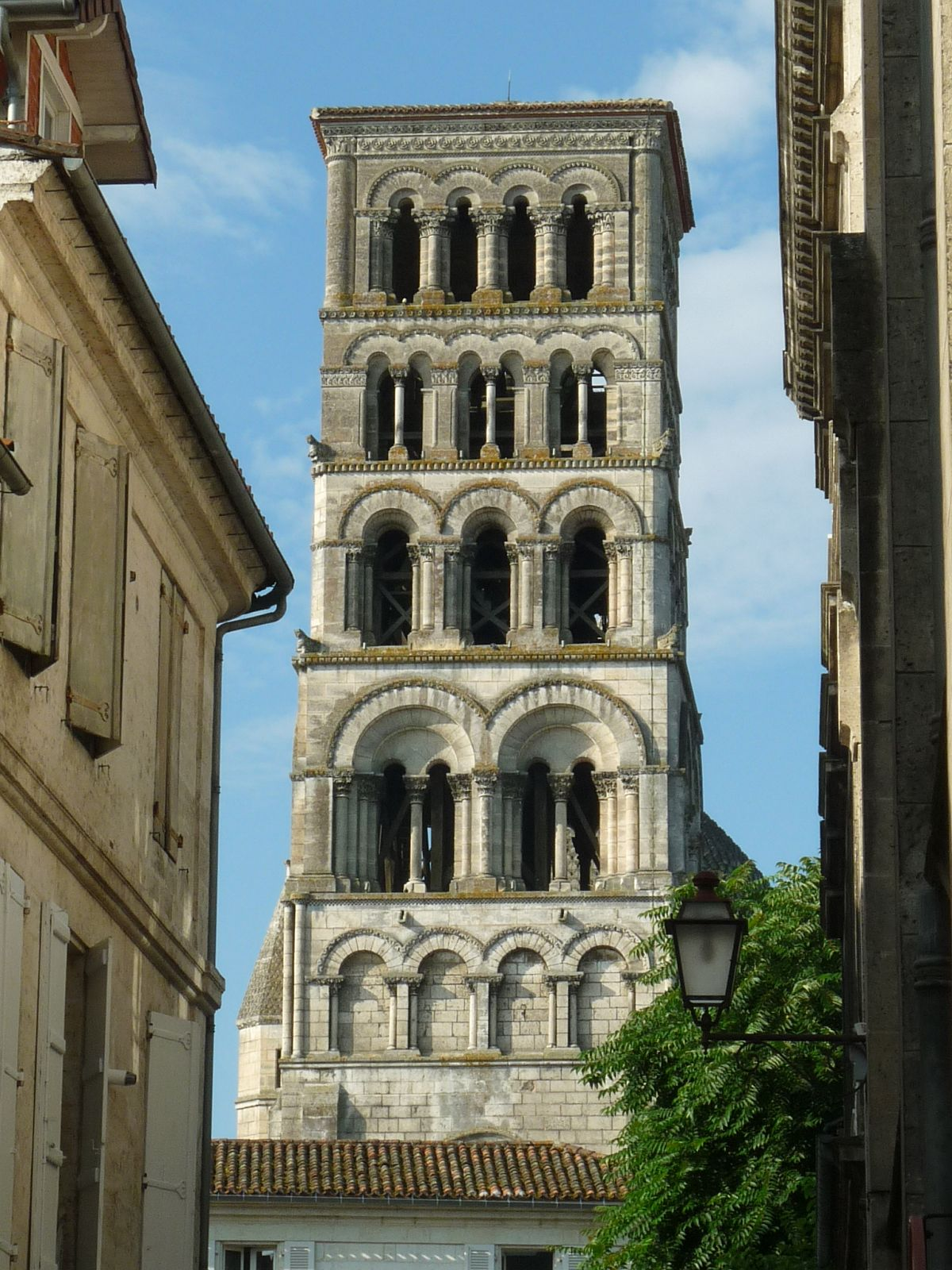
Catedrala Angoulême, Charente, S-V Franței
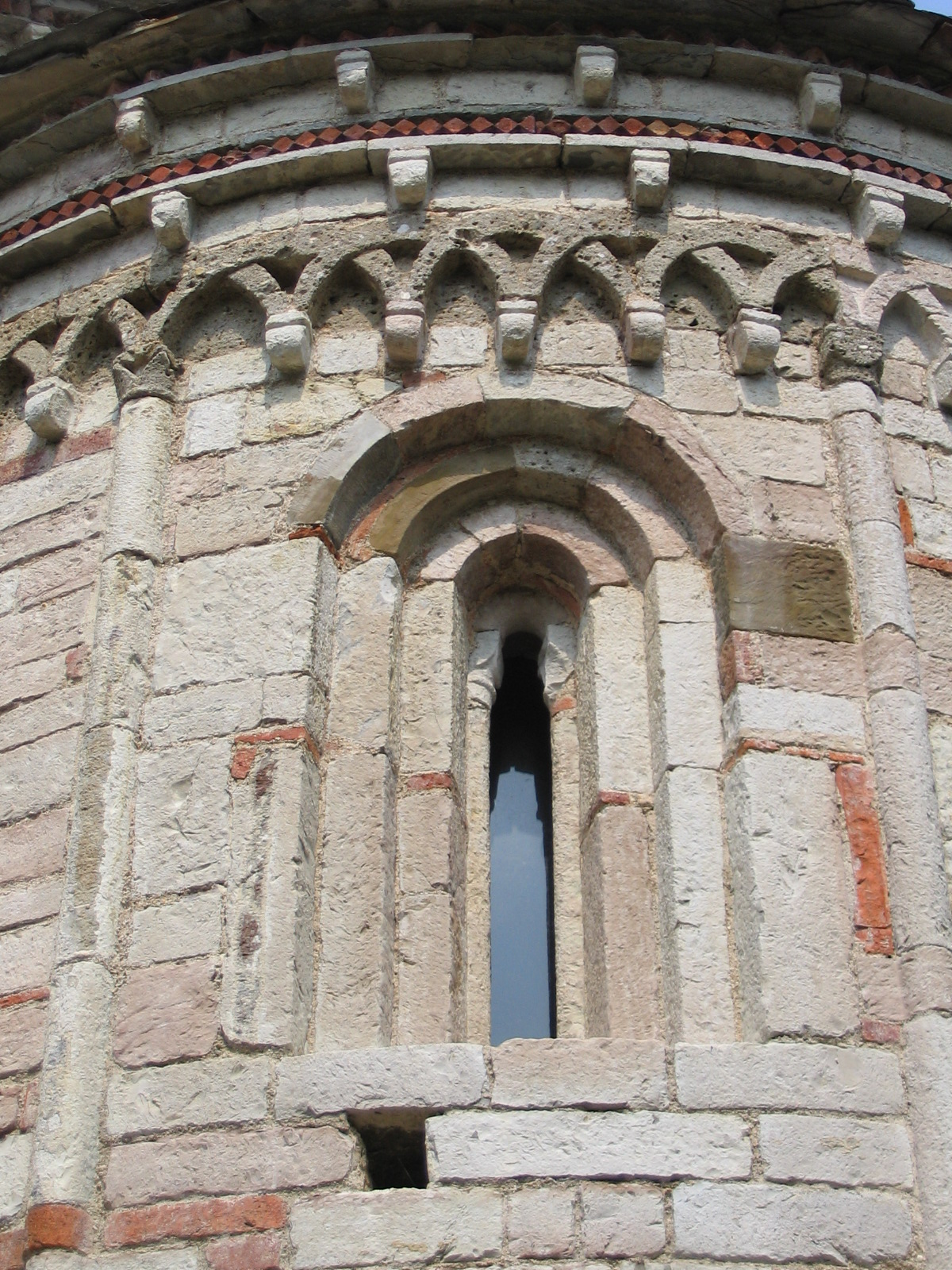
Almenno San Bartolomeo
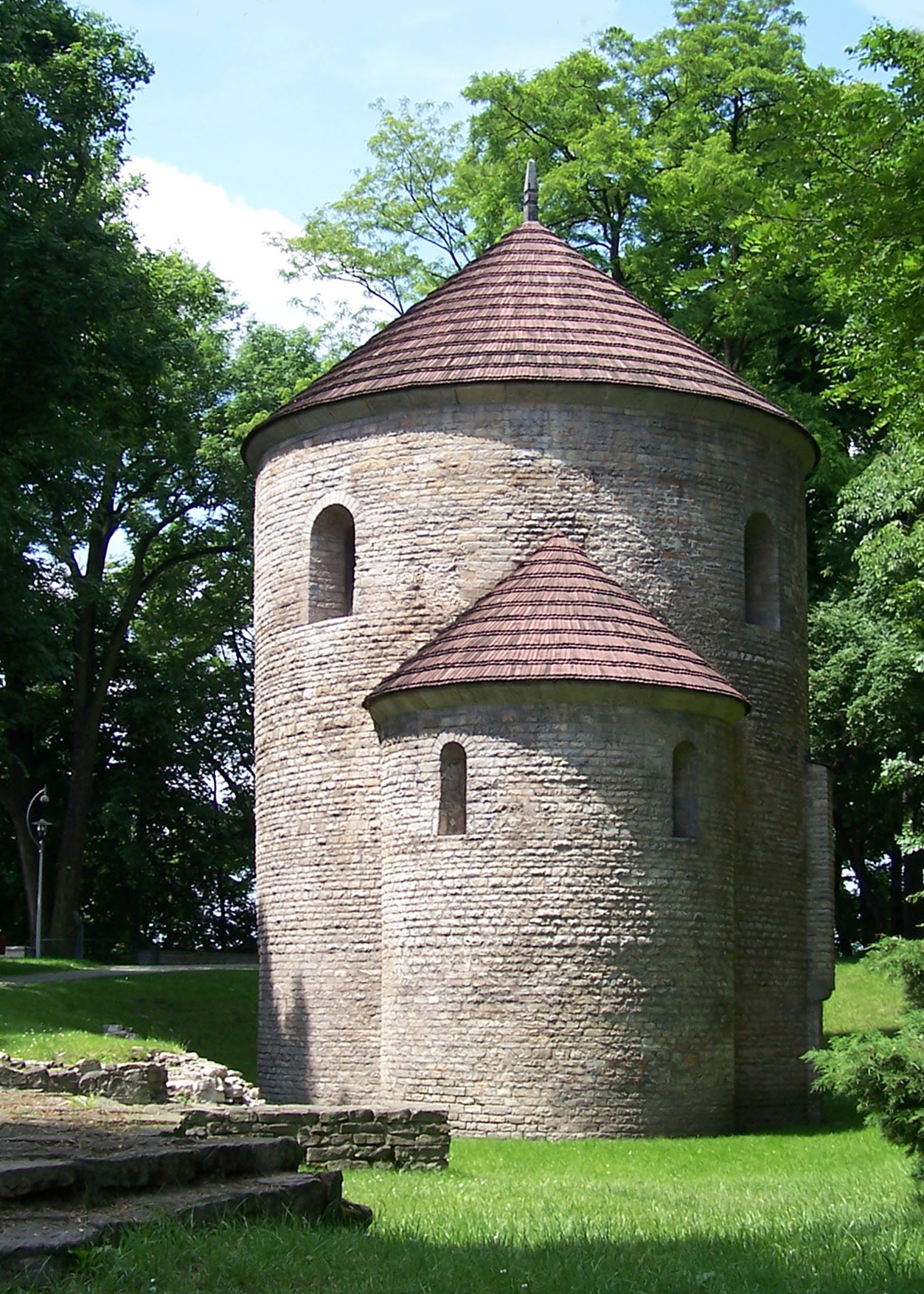
Cieszyn, Polonia
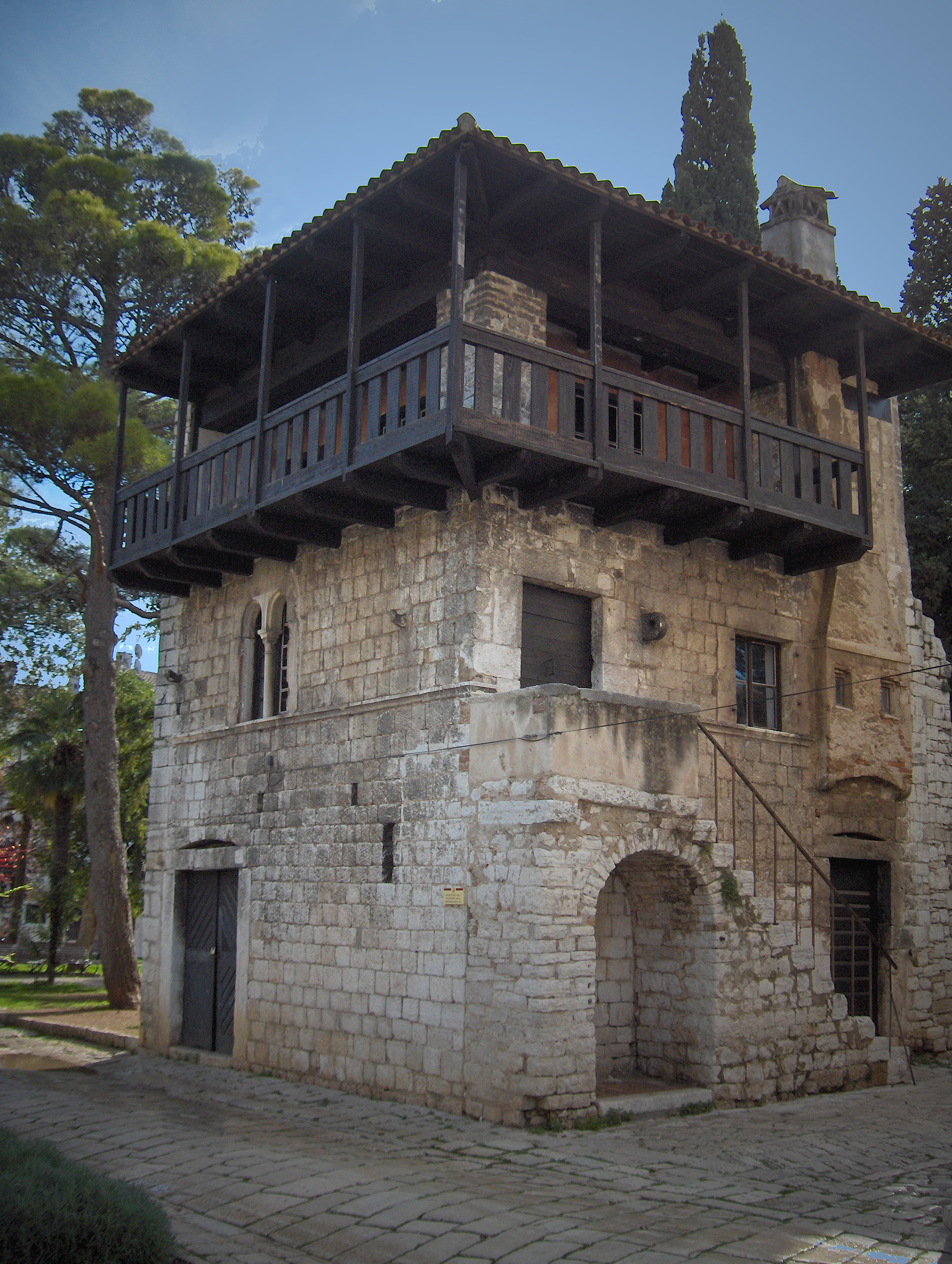
Poreč, Croația
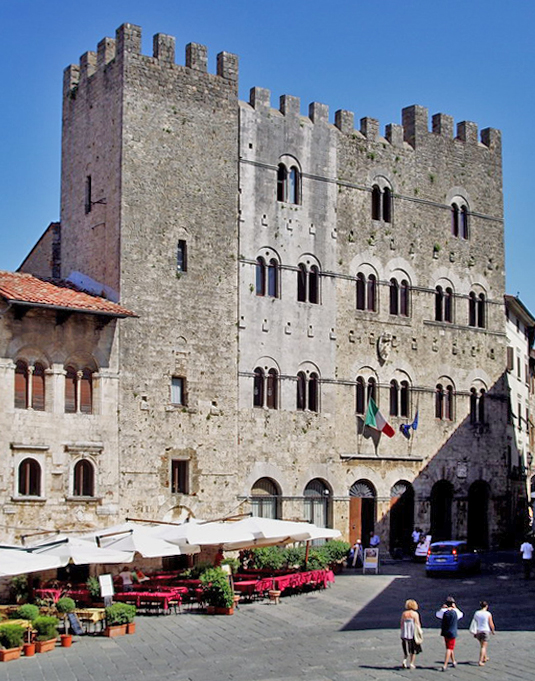
Massa Marittima, Italia
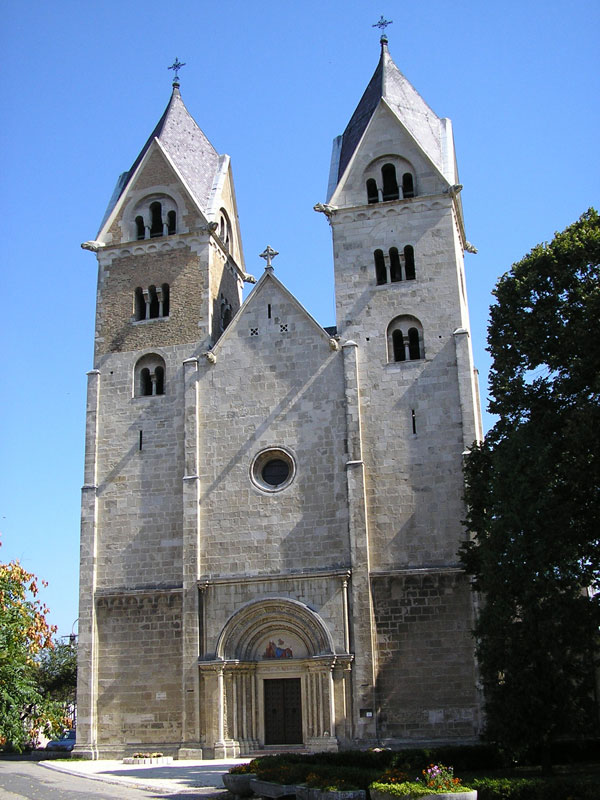
Biserica abațială Sfântul Iacob, Lebeny, Ungaria (1208)
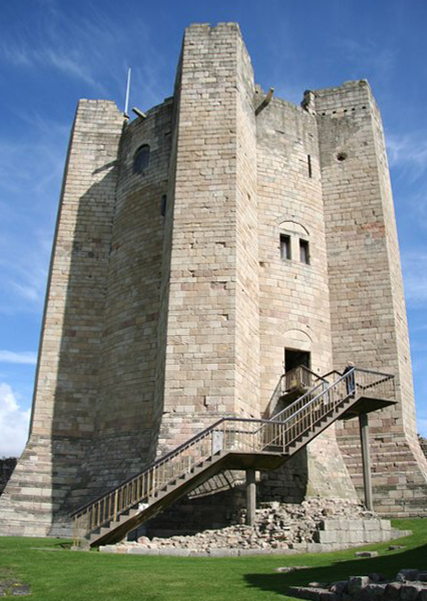
Castel din Anglia